# Домбрувка (гмина)
Домбрувка (пол. Dąbrówka) — сельская гмина (волость) в Польше, входит как административная единица в Воломинский повет, Мазовецкое воеводство. Население — 6843 человека (на 2004 год).

## Демография
| Перепись                       | Всего   | Всего | Женщины | Женщины | Мужчины | Мужчины |
| ------------------------------ | ------- | ----- | ------- | ------- | ------- | ------- |
| Единицы                        | человек | %     | человек | %       | человек | %       |
| Население                      | 6843    | 100   | 3401    | 49,7    | 3442    | 50,3    |
| Плотность населения (чел./км²) | 62,8    | 62,8  | 31,2    | 31,2    | 31,6    | 31,6    |

## Сельские округа
1. Хайенты
2. Хрусцеле
3. Цисе
4. Чарнув
5. Дреншев
6. Дзялы-Чарновске
7. Домбрувка
8. Гузоватка
9. Юзефув
10. Каролев
11. Карпин
12. Ковалиха
13. Колакув
14. Кулигув
15. Ляскув
16. Людвинув
17. Марянув
18. Малополе
19. Острувек
20. Соколувек
21. Станиславув
22. Стасёполе
23. Теодорув
24. Трояны
25. Вшеборы
26. Засцене
27. Сленжаны

## Соседние гмины
1. Гмина Клембув
2. Гмина Радзымин
3. Гмина Сомянка
4. Гмина Тлущ
5. Гмина Забродзе